# دهنو مير
 دهنو میر  بالفارسية  دهنو میر  قرية صغيرة تتبع بلدة شيبكوه (بالفارسية: بخش شيبكوه ) من توابع مدينة لنجة وتقع في محافظة هرمزگان في جنوب إيران. تقع القرية على مسافت 3 كيلومترات شمال قرية البهامنه. كانت في الماضي صاعمة حكم قبيلة آلبشر.

## حدود قرية دهنو میر
حدود قرية دهنو میر، من الشمال: جبل ، ومن الجنوب قرية البهامنه ، ومن الغرب قرية رستمي ، ومن جهة الشرق تنتهي بـسه کنار.

## السكان
يبلغ عدد سكان هذه القرية حسب تعداد السكان لعام 2006 للميلاد، (100) نسمه من أهل السنة والجماعة وعلى المذهب الشافعي. يتكلون العربية، مسجد، ومدرسة، وعيادة صحية صغيرة، وشبكة الكهرباء والماء ، وبركتان لحفظ مياه الأمطار، يمتهنون بتربية المواشي والزراعة.